# Patrick Califia
Patrick Califia, tidigare känd som Pat Califia eller Patrick Califia-Rice, född 8 mars 1954 i Corpus Christi, Texas, är en amerikansk författare som skriver om ämnen relaterade till sexualitet. Califia har varit en betydelsefull författare, först inom lesbisk BDSM och senare inom vidare delar av fältet. Califia är transman och bisexuell.

## Biografi

### Bakgrund
När Califia föddes år 1954  definierades han som flickebarn. Han växte  upp i Utah, i en mormonfamilj som det äldsta av sex barn. Fadern var byggnadsarbetare och modern hemmafru, och enligt Califia präglades familjen av faderns ilska och aggressivitet och moderns fromhet.
Vid ett tillfälle under uppväxten berättade Califia för sina föräldrar att han ville bli lokförare. Föräldrarna svarade då att det var omöjligt, eftersom han var en flicka. Califica svarade då i sin tur med att han inte var någon flicka.
Under 1970-talet lät hans föräldrar skriva in honom på ett mentalsjukhus, och han avslutade även sina studier vid University of Utah. Under sin tid på college hade han 1971 kommit ut som lesbisk, något som ledde till en brytning med familjen. Han började använda efternamnet Califia, efter den fiktiva amazon-drottningen i Garci Rodríguez de Montalvos riddarroman Las sergas de Esplandián (där namnet California myntades). Califia började undvika sina föräldrar och engagerade sig både i den kvinnliga frigörelsekampen och den pacifistiska rörelsen.

### Flytt till San Francisco
År 1973 flyttade Califia till San Francisco. Han började som frivilligarbetare i San Francisco Sex Information, som drev en stödtelefon dit folk kunde ringa och få svar på frågor om sex. Han blev 1975 medlem i Society of Janus, en av USA:s allra första BDSM-organisationer, vilket ledde till att han uteslöts ur den lesbiska rörelsen. 1978 var Califia den som fick Society of Janus att för första gången delta i stadens Prideparad.
Under senare delen av 1970-talet var Califia med och grundade Samois, San Franciscos första lesbiska BDSM-förening. Han var även en av skribenterna i Samois banbrytande antologi Coming to Power.
Califias första egna bok Sapphistry handlade om butch/femme-relationer och BDSM. Han skrev sedan i feministiska, lesbiska och HBT-tidskrifter och har kopplats samman med den sexpositiva feminismen. Han hade länge en sexspalt i gaytidningen The Advocate, texter som småningom utgavs som bok under titeln The Advocate Adviser. 1979 fick han som psykologistudent vid San Francisco State University forskningsrön publicerade i den vetenskapliga tidskriften Journal of Homosexuality.

### Senare år
Förutom både faktamässiga och pornografiska alster inom BDSM-genren har Califia skrivit om könsidentitet. I en intervju 2000 förklarade han att det erotiska författandet inspirerats av längtan efter antingen underhållning eller att få utforska ett ämne. I samband med resor till Kanada blev hans pornografiska verk ofta beslagtagna i tullen, något som ledde till att gick till domstol och efter ett domslut fick slut på den praktiken hos tulltjänstemännen.
Califia arbetade senare som licensierad familjeterapeut. Han hade åren 2001–2011 licens för att verka inom yrket i Kalifornien.

## Privatliv
Califia har en son, Blake Califia-Rice (född 1999) tillsammans med sin före detta partner Matt Rice. Det var Rice, även han transman, som födde fram sonen.
I mitten av 1990-talet valde Califia att transitionera från kvinna till man. Han tog förnamnet Patrick och inledde 1999 hormonterapi som del av transitioneringen. Califia hade redan i över ett decennium tidigare övervägt könsbekräftande behandling, men vid den tidpunkten var en säker teknik inte lika välutvecklad. Han tvekade också på grund av den plattform som han som lesbisk aktivist och författare hade byggt. Califia har uttalat sig om att identiteten som antingen man eller kvinna inte var perfekt men att den könsbekräftande behandlingen för honom var den bästa lösningen.
Califia har levt med fibromyalgi sedan cirka 1990.